# Disa begleyi
Disa begleyi är en orkidéart som beskrevs av Harriet Margaret Louisa Bolus. Disa begleyi ingår i släktet Disa och familjen orkidéer. Inga underarter finns listade i Catalogue of Life.